# Gmina Prochowice
Die Gmina Prochowice ist eine Stadt-und-Land-Gemeinde im Powiat Legnicki der Woiwodschaft Niederschlesien in Polen. Ihr Sitz ist die gleichnamige Stadt (deutsch Parchwitz) mit etwa 3500 Einwohnern.

## Geografie
Die Gemeinde Prochowice liegt acht Kilometer nordöstlich von Legnica (Liegnitz) und 40 Kilometer nordwestlich von Breslau. Ihre Nordostgrenze wird von der Oder gebildet. Der Katzbach durchzieht den Norden der Gemeinde.

## Partnerschaft
Eine Gemeindepartnerschaft besteht mit Warburg in Nordrhein-Westfalen.

## Gliederung
Die Stadt-und-Land-Gemeinde Prochowice besteht aus der Stadt selbst und zwölf Dörfern mit Schulzenämtern:
- Cichobórz (Überschau)
- Dąbie (Dahme)
- Golanka Dolna (Nieder Heidau)[2]
- Gromadzyń (Herrndorf)
- Kawice (Koitz)
- Kwiatkowice (Alt Läst)
- Lisowice (Leschwitz)
- Mierzowice (Merschwitz)
- Motyczyn (Möttig)
- Rogów Legnicki (Rogau)
- Szczedrzykowice (Spittelndorf)
- Szczedrzykowice-Stacja (Kolonie am Bahnhof)

## Verkehr
Die Staatsstraße DK94 führt von Strzelno (Strelno) nach Krakau. Die DK36 zweigt in Prochwice nach Ostrów Wielkopolski (Ostrowo) ab. Sie verläuft über Lubin (Lüben), Wąsosz (Herrnstadt) und Rawicz (Rawitsch).
Der Bahnhof Szczedrzykowice liegt an der Bahnstrecke von Breslau nach Żagań (Sagan).